# Belneftechim

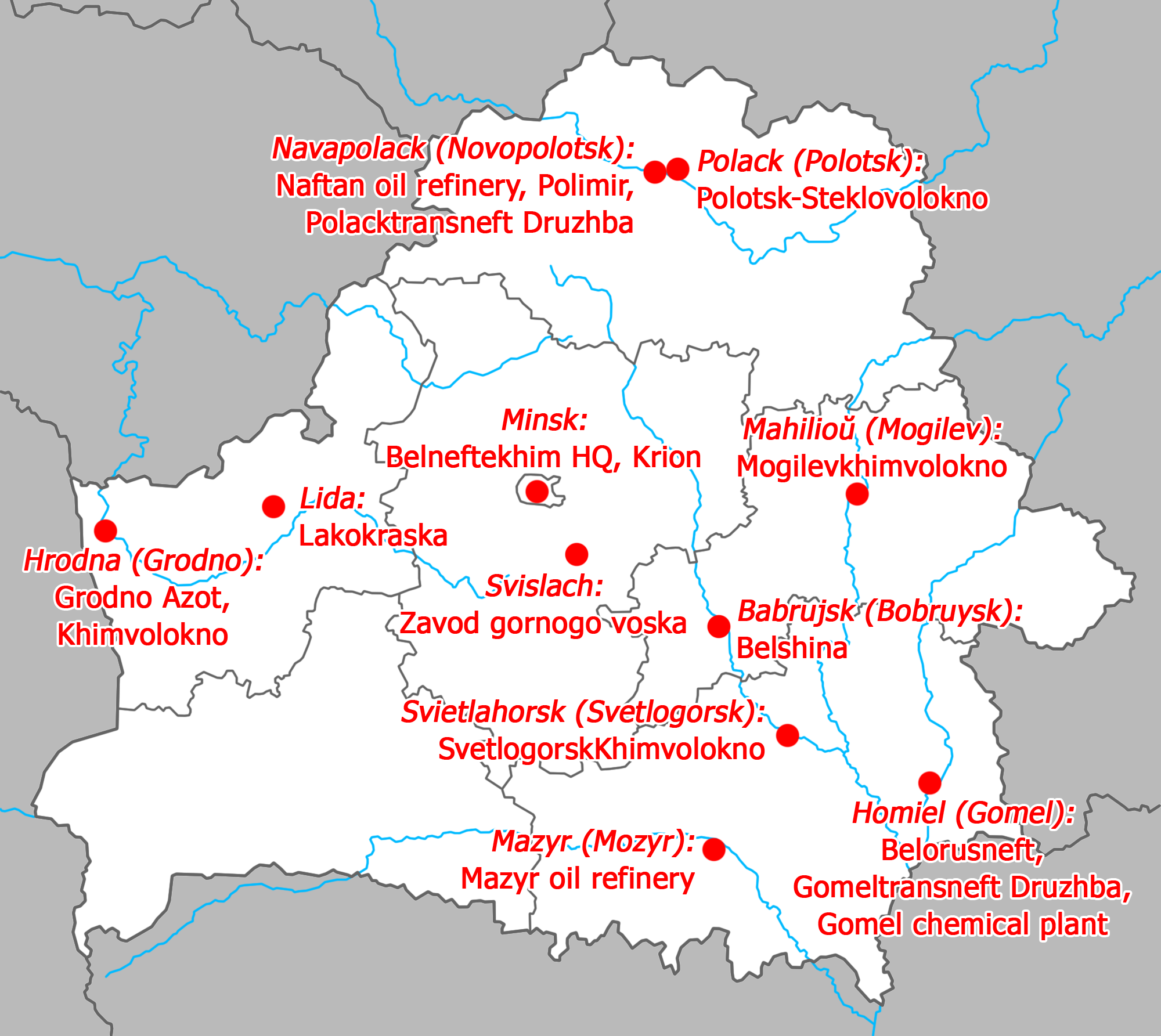

Belneftechim (Vitryska: Белнафтахім) är ett statligt belarusiskt oljebolag. Det är ett konglomerat bestående av ett 80-tal företag verksamma i hela kedjan från oljeprospektering, produktion, leverans och återförsäljning, där bland annat ingår över 300 bensinstationer. Också andra verksamheter inom petrokemi området ingår.
Under 2008 inledde USA sanktioner mot företaget, vilket ledde till ett diplomatiskt försämrat läge mellan Belarus och USA.

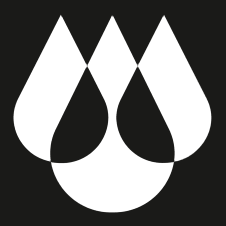